# Dwight Frye
Dwight Iliff Frye (n. 22 februarie 1899, Kansas, SUA – d. 7 noiembrie 1943, Hollywood, California, SUA) a fost un actor american de teatru și de film. El este cel mai bine cunoscut pentru interpretările unor răufăcători nevrotici și ucigași în mai multe filme clasice de groază Universal, cum ar fi Renfield în Dracula (1931) sau Fritz în Frankenstein (1931).

## Filmografie
| An   | Titlu                           | Rol                        | Note                                   |
| ---- | ------------------------------- | -------------------------- | -------------------------------------- |
| 1926 | Exit Smiling                    | Balcony Heckler            | Nemenționat                            |
| 1927 | Upstream                        | Theatre Audience Spectator | Nemenționat                            |
| 1928 | The Night Bird                  | Party Guest                | Nemenționat                            |
| 1930 | The Doorway to Hell             | Gangster                   |                                        |
| 1930 | Man to Man                      | Vint Glade                 |                                        |
| 1931 | Dracula                         | R. M. Renfield             |                                        |
| 1931 | The Maltese Falcon              | Wilmer Cook                |                                        |
| 1931 | The Black Camel                 | Jessup, the butler         | Nemenționat                            |
| 1931 | Frankenstein                    | Fritz                      |                                        |
| 1932 | Attorney for the Defense        | James Wallace              |                                        |
| 1932 | By Whose Hand?                  | Chick                      |                                        |
| 1932 | The Western Code                | Dick Loomis                |                                        |
| 1932 | A Strange Adventure             | Robert Wayne               |                                        |
| 1933 | The Vampire Bat                 | Herman Gleib               |                                        |
| 1933 | The Circus Queen Murder         | Flandrin                   |                                        |
| 1933 | The Invisible Man               | Reporter                   | Nemenționat                            |
| 1935 | Bride of Frankenstein           | Karl                       |                                        |
| 1935 | Atlantic Adventure              | Spike Jonas                |                                        |
| 1935 | The Crime of Dr. Crespi         | Dr. Thomas                 |                                        |
| 1935 | The Great Impersonation         | Roger Unthank              | Nemenționat                            |
| 1936 | Tough Guy                       | Mack                       | Nemenționat                            |
| 1936 | Florida Special                 | Jenkins                    |                                        |
| 1936 | Alibi for Murder                | McBride                    |                                        |
| 1936 | Beware of Ladies                | Swanson                    |                                        |
| 1936 | Great Guy                       | Minor Role                 | Nemenționat                            |
| 1937 | Sea Devils                      | SS Paradise Radio Operator | Uncredited                             |
| 1937 | The Man Who Found Himself       | Hysterical Patient         |                                        |
| 1937 | The Road Back                   | Small Man at Rally         | Nemenționat                            |
| 1937 | Renfrew of the Royal Mounted    | Desk Clerk                 | Nemenționat                            |
| 1937 | Something to Sing About         | Mr. Easton                 |                                        |
| 1937 | Danger Patrol                   | Man on Telephone           | Nemenționat                            |
| 1937 | The Shadow                      | Vindecco                   |                                        |
| 1938 | Who Killed Gail Preston?        | Mr. Owen                   |                                        |
| 1938 | Invisible Enemy                 | Alex                       |                                        |
| 1938 | Sinners in Paradise             | Marshall                   | Uncredited                             |
| 1938 | Fast Company                    | Sidney Z. Wheeler          |                                        |
| 1938 | The Night Hawk                  | John Colley                |                                        |
| 1938 | Adventure in Sahara             | Gravet - 'The Jackal'      | Uncredited                             |
| 1939 | Son of Frankenstein             | Villager                   | Nemenționat                            |
| 1939 | The Man in the Iron Mask        | Fouquet's Valet            | Nemenționat                            |
| 1939 | Mickey the Kid                  | Henchman Bruno             | Nemenționat                            |
| 1939 | Conspiracy                      | Lt. Keller                 | Nemenționat                            |
| 1940 | I Take This Woman               | Gus                        | (scene șterse)                         |
| 1940 | Drums of Fu Manchu              | Prof. Anderson             | Serial, [Cap.5]                        |
| 1940 | Gangs of Chicago                | Pinky                      |                                        |
| 1940 | Phantom Raiders                 | Eddie Anders               |                                        |
| 1940 | Sky Bandits                     | Speavy                     |                                        |
| 1940 | The Son of Monte Cristo         | Pavlov's Secretary         | Nemenționat                            |
| 1941 | The People vs. Dr. Kildare      | Jury Foreman               | Nemenționat                            |
| 1941 | Mystery Ship                    | Rader                      |                                        |
| 1941 | Flying Blind                    | Leo Qualen                 |                                        |
| 1941 | The Blonde from Singapore       | Barber                     | Nemenționat                            |
| 1941 | The Devil Pays Off              | Radio Operator             | Nemenționat                            |
| 1942 | Sleepytime Gal                  | Second Mug                 | Nemenționat                            |
| 1942 | The Ghost of Frankenstein       | Villager                   | Nemenționat                            |
| 1942 | Danger in the Pacific           | Desk Clerk                 | Nemenționat                            |
| 1943 | Dead Men Walk                   | Zolarr                     |                                        |
| 1943 | Submarine Alert                 | Haldine - Fifth Columnist  | Nemenționat                            |
| 1943 | Frankenstein Meets the Wolf Man | Rudi                       |                                        |
| 1943 | Hangmen Also Die!               | Hostage                    | Nemenționat                            |
| 1943 | Dangerous Blondes               | Hoodlum                    | Nemenționat, (ultimul său rol de film) |

## Legături externe
- Dwight Frye la Internet Movie Database
- en Dwight Frye la Internet Broadway Database
- „Dwight Frye”. Find a Grave. Accesat în 2 septembrie 2010.